# جزر مشعر
جزر مشعر (الاسم العلمي:Daucus crinitus) هو نوع من النباتات يتبع جنس الجزر من الفصيلة الخيمية.